# Dual Processor
Nell'architettura dei computer, la dicitura Dual Processor ("doppio processore") può fare riferimento a due diversi tipi di multiprocessore:
- Un computer con due unità CPU distinte;
- Una singola unità CPU Dual core, ovvero due processori differenti combinati in un singolo circuito.